# П'єзорезистивний ефект
П'єзорезистивний або тензорезистивний ефект — ефект, який відповідає за залежність опору електричному струму провідників та напівпровідників від прикладених до них механічних зусиль, іншими словами їх електричний опір змінюється коли їх деформують. П'єзорезистивний ефект відрізняється від п'єзоелектричного. На відміну від п'єзоелектричного ефекту, під час п'єзорезистивного ефекту змінюється лише електричний опір провідника, але він не породжує електричний потенціал.

## Історія відкриття
У 1856 році лорд Кельвін виявив зміну опору в металевих провідниках залежно від механічного навантаження. Ч. Сміт виявив у 1954 р. (за іншими даними у 1947 р.) велике значення п'єзорезистивного ефекту у деяких напівпровідниках (кремній та германій).

## Механізм явища

### Напівпровідники

#### Електропровідність напівпровідників
Валентні електрони, які знаходяться на зовнішній орбіті атома (у германію і кремнію їх чотири), беруть участь в утворенні кристала, створюючи стійкі ковалентні зв'язки. Завдяки дії міжатомних сил та полів, які ці сили створюють, кристал поводиться як одна електронна система. Тому, замість розгляду енергетичних рівнів окремих атомів, розглядають енергетичні рівні напівпровідника в цілому. Енергетичні рівні кристалу утворюють певні зони. Поняття «зона» дається лише для того, щоб підкреслити, що ті чи інші електрони володіють енергією, яка перебуває у певних межах. Нижня межа відповідає мінімальному значенню енергії електронів даної зони, а верхня — максимальному. Кристал будь-якої речовини має валентну зону, зону провідності та заборонену зону. Те, що провідність напівпровідників залежить від температури, пояснюється збільшенням концентрації та рухливості носіїв заряду. При температурі близько нуля в зоні провідності немає вільних електронів і напівпровідник поводиться як ізолятор. При підвищенні температури до певної величини, електрони переходять у зону провідності і стають носіями заряду. Ця температурна область називається областю домішкової провідності напівпровідника. Подальше зростання температури не змінює кількості електронів у зоні провідності. Це буде до того часу, до поки електрони валентної зони не набудуть енергії, достатньої для переходу у заборонену зону. Цей температурний сектор називається областю насичення. При переході електронів із валентної зони (за рахунок руйнування валентних зв'язків під дією температури) в зону провідності одночасно утворюються позитивно заряджені носії заряду — дірки. Ця область є областю власної провідності і сильно залежить від температури. Практичний інтерес представляє зона насичення.

#### П'єзорезистивний ефект у напівпровідниках
У кристалів з алмазоподібною структурою (германій, кремній), які володіють значною мірою симетрією, електропровідність за звичайних умов ізотропна.
В 1954 р. Сміт виявив, що якщо по одній з осей кристала германію або кремнію прикладений механічний тиск, то відбувається велика та анізотропна зміна його електропровідності. З погляду зонної теорії, деформація напівпровідника призводить до зміни енергетичного спектра носіїв заряду при деформації, зокрема, ширини його забороненої зони та енергії іонізації домішкових рівнів; розщеплення діркових зон (які при відсутності деформації вироджені); зміни ефективної маси носіїв заряду. Усе це, своєю чергою, змінює рухливість та концентрацію, що робить складнішим чи простішим перехід (залежно від деформації та типу провідника) електронів напівпровідника у зону провідності. У результаті електричний опір напівпровідника змінюється. П'єзорезистивний ефект визначається як:
{\displaystyle \rho _{\sigma }={\frac {\left({\frac {\partial \rho }{\rho }}\right)}{\varepsilon }}}
Тут:
∂ρ = питомий опір напівпровідника

ρ = зміна опору внаслідок деформації

ε = інтенсивність деформації (дана величина математична абстракція)
П'єзорезистивний ефект найбільше проявляється у напівпровідниках і не тільки в результаті простої зміни їх геометрії структури. Тому на їх основі створюються чутливі тензометричні прилади. Але, оскільки основа цих приладів — напівпровідник, то їм притаманний недолік, як залежність результату від навколишніх умов: температури, радіаційного випромінювання, електричного та магнітного полів.

### Метали
На відміну від напівпровідників, у металах п'єзорезистивний ефект дуже мізерний і пояснюється лише зміною геометрії внутрішньої структури, тому ним нехтують. Для визначення опору провідника, залежно від його геометрії (об'єму, довжини) використовують закон Ома:
{\displaystyle R={\frac {l}{\sigma S}}=\rho {\frac {l}{S}}}.
Тут {\displaystyle \rho =1/\sigma } — питомий опір. Цей математичний вираз не визначає величину п'єзорезистивного ефекту у металах.

## Застосування
П'єзорезистивний ефект використовується у сенсорних пристроях із використанням основних напівпровідникових матеріалів, зокрема, германію, аморфного, полікристалічного та монокристалічного кремнію. Оскільки на сьогоднішній день кремній є основним матеріалом для виготовлення цифрових та аналогових мікросхем, дослідження та практичне використання його п'єзорезистивних властивостей представляє великий інтерес. Це дасть змогу легко інтегрувати датчики механічних напруг у біполярні та КМОН мікросхеми. На основі п'єзорезистивного ефекту напівпровідників працює дуже велика тензорезистивних приладів — тензорезистори, датчики тиску (електронні ваги, датчики артеріального тиску) та датчики прискорень.